# Qax
Qax – miasto w północnym Azerbejdżanie, stolica prowincji Qax. W 2013 roku populacja liczyła 13,8 tys. mieszkańców.